# コリン・ホースリー
コリン・ロバート・ホースリー（Colin Robert Horsley, 1920年4月23日 - 2012年7月28日）は、ニュージーランド出身のピアニスト。
ワンガヌイの音楽一家に生まれる。
18歳で奨学金を得て王立音楽大学に進学し、ハーバート・フライヤー、アンガス・モリソン、トバイアス・マッセイ、イレーネ・シャーラーの各氏に師事。1946年にハンフリー・サールのピアノ協奏曲第１番、1948年にレノックス・バークリーのピアノ協奏曲をそれぞれ初演して名を上げた。バークリーとはその後も親交を深め、彼のピアノ曲のいくつかの初演を担当している。
室内楽奏者としても、マックス・ロスタルの伴奏者を務めたり、デニス・ブレインらと共演したりしている。
また、ピアノ教師として、1955年から1990年まで王立音楽大学で教鞭を取り、1964年から1980年まで王立マンチェスター音楽大学でも教えた。
1963年にOBEを受勲している。
マン島ストラングにて死去。